# Crocidura ludia
Crocidura ludia là một loài động vật có vú trong họ Chuột chù, bộ Soricomorpha. Loài này được Hollister mô tả năm 1916.